# Acri
Acri is een gemeente in de Italiaanse provincie Cosenza (regio Calabrië) en telt 19.977 inwoners (31-12-2019). De oppervlakte bedraagt 198,6 km², de bevolkingsdichtheid is 110 inwoners per km².

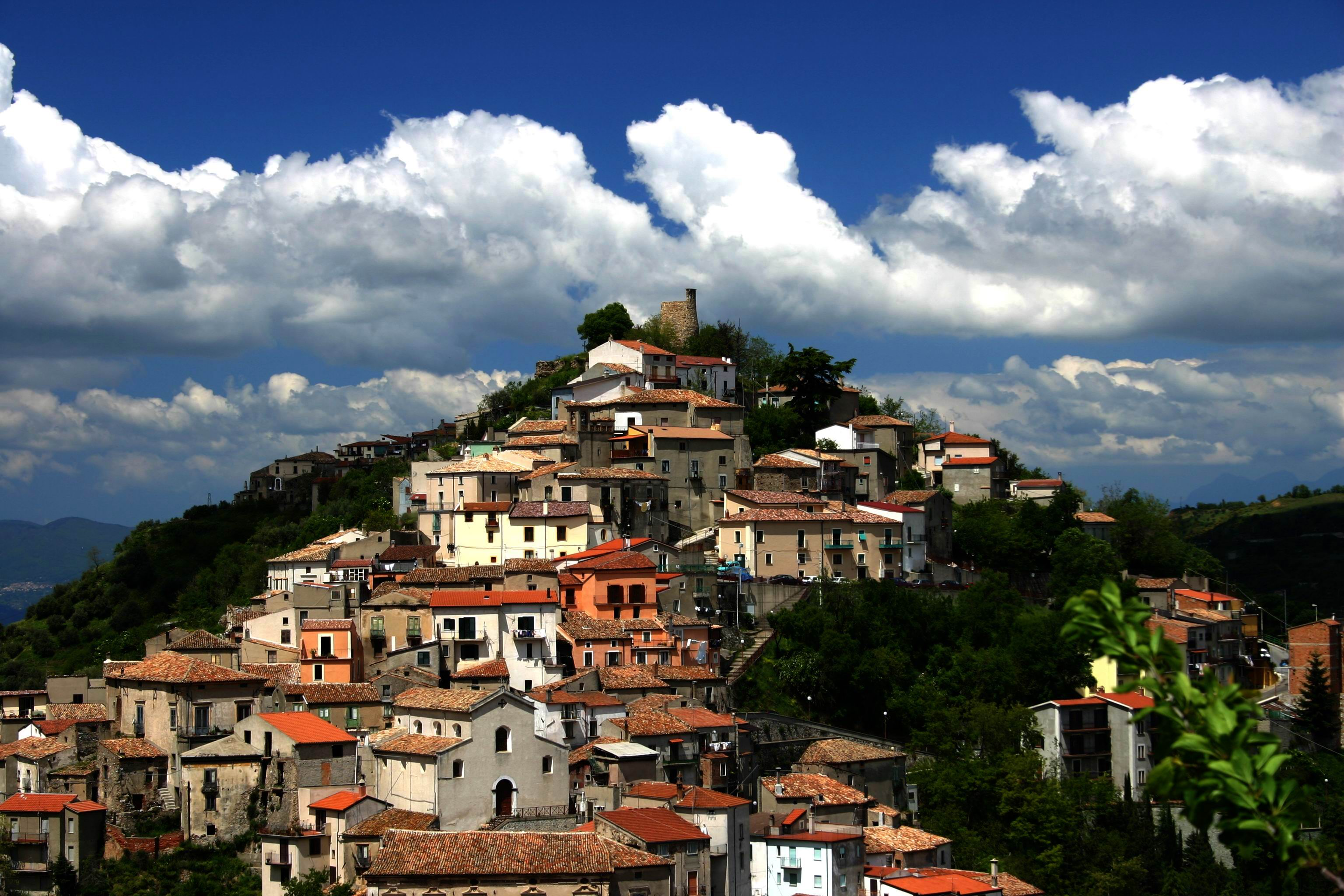
Picitti Santa Croce Odivella, wijk van Acri
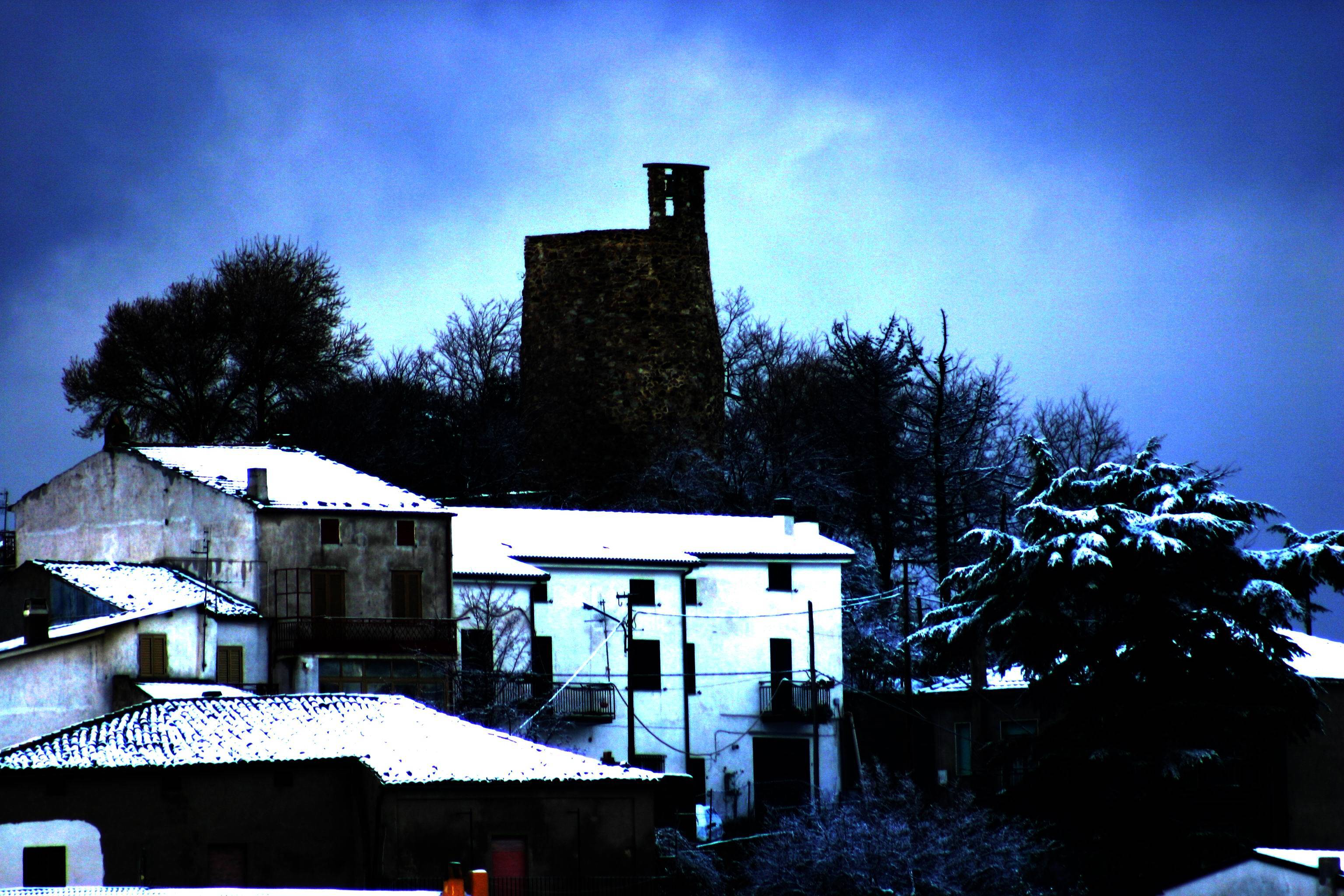
Kasteel van Acri
Kerk van Acri

## Demografie
Acri telt ongeveer 7911 huishoudens. Het aantal inwoners daalde in de periode 1991-2001 met 1,5% volgens cijfers uit de tienjaarlijkse volkstellingen van ISTAT.
| Jaar | Inwoneraantal |
| ---- | ------------- |
| 1991 | 22.223        |
| 2001 | 21.891        |

## Geografie
De gemeente ligt op ongeveer 720 m boven zeeniveau.
Acri grenst aan de volgende gemeenten: Bisignano, Celico, Corigliano Calabro, Longobucco, Luzzi, Rose, San Cosmo Albanese, San Demetrio Corone, San Giorgio Albanese, Santa Sofia d'Epiro, Vaccarizzo Albanese.